# Une fois n'engage à rien
Pour plus de détails, voir Fiche technique et Distribution.
Une fois n'engage à rien (Just This Once) est un film américain de Don Weis sorti en 1952.

## Fiche technique
- Titre : Une fois n'engage à rien
- Titre original : (Just This Once)
- Réalisation : Don Weis
- Production : Henry Berman
- Société de production : MGM
- Scénario : Sidney Sheldon d'après une histoire de Max Trell
- Musique : David Rose
- Photographie : Ray June
- Montage : Fredrick Y. Smith
- Direction artistique : James Basevi et Cedric Gibbons
- Décorateur de plateau : F. Keogh Gleason et Edwin B. Willis
- Pays : États-Unis
- Format : Noir et blanc - 35 mm - 1,37:1 - Son : Mono (Western Electric Sound System)
- Genre : Comédie américaine
- Durée : 90  minutes
- Dates de sortie :
  - États-Unis : 27 février 1952 (Los Angeles)
  - États-Unis : 17 mars 1952 (New York)

## Distribution
- Janet Leigh : Lucy Duncan
- Peter Lawford : Mark MacLene IV
- Lewis Stone : Juge Samuel Coulter
- Marilyn Erskine : Gertrude Crome
- Richard Anderson : Tom Winters
- Douglas Fowley : Frank Pirosh
- Hanley Stafford : M. Blackwell
- Henry Slate : Jeff Parma
- Jerry Hausner : Stanley Worth
- Benny Rubin : Herbert Engel
- Charles Watts : Adam Backwith